# Cava (Catalunha)
Cava (em catalão e oficialmente) ou Cavá (em castelhano) é um município da Espanha na comarca de Alto Urgel, província de Lérida, comunidade autónoma da Catalunha. Tem 42,2 km² de área e em 2021 tinha 46 habitantes (densidade: 1,1 hab./km²).

## Demografia
| Variação demográfica do município entre 1991 e 2004 [carece de fontes?] | Variação demográfica do município entre 1991 e 2004 [carece de fontes?] | Variação demográfica do município entre 1991 e 2004 [carece de fontes?] | Variação demográfica do município entre 1991 e 2004 [carece de fontes?] |
| ----------------------------------------------------------------------- | ----------------------------------------------------------------------- | ----------------------------------------------------------------------- | ----------------------------------------------------------------------- |
| 1991                                                                    | 1996                                                                    | 2001                                                                    | 2004                                                                    |
| 51                                                                      | 61                                                                      | 54                                                                      | 58                                                                      |